# Амоніт (фільм)
«Амоніт» (англ. «Ammonite») — англо-австралійський романтично-драматичний фільм, написаний і знятий режисером Френсісом Лі. Фільм заснований на житті британської палеонтологині Мері Еннінґ, яку грає Кейт Вінслет, і зосереджується на романтичних стосунках між Еннінґ і Шарлоттою Мерчісон, яку грає Сірша Ронан.
Світова прем'єра фільму відбулася на Міжнародному кінофестивалі у Торонто 11 вересня 2020 року. Широкий реліз фільму в США відбувся 13 листопада 2020 року.

## Сюжет
"В Англії 1800-х відома, але невизнана колекціонерка копалин — Мері Еннінґ — працює самотньо на бурхливому південному узбережжі. Тепер, коли дні її знаменитих відкриттів залишилися позаду, вона шукає звичайні копалини, щоб продати їх туристам та прогодувати себе і свою хвору матір. Коли багатий гість пропонує Мері роботу: догляд за своєю дружиною Шарлоттою, вона не може дозволити собі відхилити його пропозицію. Горда і безжально захоплена своєю роботою, Мері спочатку тримається трохи далі від непроханої гості, але, попри відстань між їхніми соціальними класами й особистостями, між ними починає розвиватися інтенсивний зв'язок, який змушує двох жінок визначити справжню природу їхніх стосунків."

## У ролях
| Актор           | Роль              |
| --------------- | ----------------- |
| Кейт Вінслет    | Мері Еннінґ       |
| Сірша Ронан     | Шарлотта Мерчісон |
| Фіона Шоу       | Елізабет Філпот   |
| Джемма Джонс    | Молі Еннінґ       |
| Джеймс Мак-Ардл | Родерік Мерчісон  |
| Алек Секареану  | доктор Ліберсон   |
| Клер Рашбрук    | Елеонора Баттерс  |

## Виробництво

### Розробка
У грудні 2018 року було оголошено, що Кейт Вінслет і Сірша Ронан приєдналися до акторського складу фільму, а Френсіс Лі зрежисує сценарій, який він написав. Ієн Каннінґ, Фодла Кронін О'Рейлі й Еміль Шерман виступають як продюсери фільму разом з See-Saw Films, BBC Films і Британським інститутом кіно. У березні 2019 року Фіона Шоу оголосила про свою роль у фільмі. У травні 2019 року було оголошено, що Алек Секареану, Джеймс Мак-Ардл і Джемма Джонс приєдналися до акторського складу фільму. У лютому 2019 року Lionsgate і Transmission Films придбали права на розповсюдження фільму у Великій Британії та Австралії. У січні 2020 року Neon придбав американські права на розповсюдження фільму.

### Фільмування
Основний знімальний процес стартував 11 березня 2019 року у містечку Лайм-Реджис, Дорсет, де справжня Мері Еннінґ працювала і збирала скам'янілості на початку 1800-х років.

#### Знімальна група[12]
- Кінорежисер — Френсіс Лі
- Сценарист — Френсіс Лі
- Кінопродюсери — Іен Каннінґ[en], Фодла Кронін О'Рейлі, Еміль Шерман[en]
- Композитор — Гаушка, Дастін О'Галлоран[en]
- Кінооператор — Стефан Фонтен
- Кіномонтаж — Кріс Ваятт
- Художниця-постановниця — Сара Фінлі
- Артдиректори — Ґрант Бейлі, Ґай Бевітт, Річард Філд
- Художниця-декораторка[en] — Софі Гервійо
- Художник-костюмер — Майкл О'Конор

## Випуск
У лютому 2019 року Lionsgate Films й Transmission Films придбали британські й австралійські права на дистрибуцію фільму відповідно. У січні 2020 року компанія Neon придбала права на поширення фільму в США. Світова прем'єра фільму повинна була відбутися на Каннському кінофестивалі, але його скасували через пандемію COVID-19. Фільм також був обраний для показу на Тельюрайдському кінофестивалі у вересні 2020 року, перш ніж його скасували через пандемію. 16 липня 2020 року було оголошено, що Кейт Вінслет буде нагороджена премією "Данина поваги акторові" фестивалю 2020 року.
Світова прем'єра фільму відбулася на Міжнародному кінофестивалі у Торонто 11 вересня 2020 року. Широкий реліз фільму в США відбувся 13 листопада 2020 року.